# Ekologický model vývoje

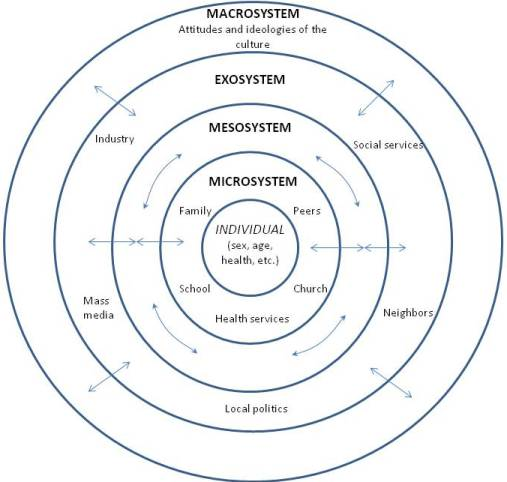
Model teorie vývoje

Ekologický model vývoje je psychologická teorie rusko-amerického psychologa Urie Bronfenbrennera (1917-2005), která se zabývá vývojem dítěte a člověka. Model zohledňuje vliv různých prostředí nejen na dětský vývoj, ale také vliv těchto prostředí na sebe navzájem. Model umožňuje další výzkum v rámci vývojové a sociální psychologie zasazením vlastního vývoje do širšího interpretačního rámce.
Pro vznik této teorie byly význačné práce ruského psychologa Lva Vygotskeho, zabývajícího se řečí a jejím vývojem, a práce Kurta Lewina, hlavního představitele teorie pole.

## Prostředí (systémy)
- Mikrosystém - zahrnuje vliv nejbližšího okolí jedince, malé sociální skupiny, jichž je členem - rodinu, nejbližší přátele a další.
- Mezosystém - interakce jednotlivých mikrosystémů navzájem. Například vztahy mezi rodinou a nejbližšími přáteli.
- Exosystém - širší okolí jedince, jehož vliv se člověka dotýká nepřímo. Například zaměstnavatelé rodičů, širší sousedství.
- Makrosystém - obsahuje již celou společnost a je tvořen různými kulturními zvyky, tradicemi či jazykem.
- Chronosystém - určuje časovou složku. Ani makrosystém není stabilní a v čase se mění, a to dokonce i v průběhu lidského vývoje. Proto je nutné zohlednit časové období, v němž dotyčný žije - velké světové události dané doby, historická specifika.[1]